# Charles Church
Pour les articles homonymes, voir Church.
Charles Church, né le 17 décembre 1970, est un peintre britannique connu pour ses portraits de chevaux de course.
Signe : Charles Church